# Seehof
Seehof (oficialmente en francés hasta 1913 Elay) es una comuna suiza del cantón de Berna, situada en el distrito administrativo del Jura bernés. Limita al norte con las comunas de Val Terbi (JU) y Schelten, al este con Aedermannsdorf (SO), al sureste con Herbetswil (SO), al sur con Gänsbrunnen (SO), y al oeste con Corcelles.
Hasta el 31 de diciembre de 2009 situada en el distrito de Moutier.

## Historia
De 1797 a 1815, Seehof perteneció a Francia, la comuna hacía parte del departamento de Monte Terrible, y a partir de 1800 al departamento del Alto Rin, al cual el departamento de Monte Terrible fue anexado. En 1815 luego del Congreso de Viena, el territorio del antiguo Obispado de Basilea fue atribuido al cantón de Berna.
Aun siendo Seehof de lengua alemana, actualmente se encuentra en uno de los tres distritos francófonos del cantón de Berna que forman la región del Jura bernés.